# Herman Sundius
Axel Herman Rafael Sundius, född 29 juni 1866 i Norrköpings Sankt Olai församling i Östergötlands län, död 9 augusti 1948 i Engelbrekts församling i Stockholm, var en svensk jurist.
Herman Sundius var son till advokaten Adolf Leonard Sundius och Rosina Andrietta Vretfors samt bror till Agathon Sundius och farbror till Nils Sundius. Efter mogenhetsexamen 1886 blev han officersaspirant 1887 och student vid Uppsala universitet 1888, där han 1891 tog examen till rättegångsverken och blev senare vice häradshövding. Han blev kronolänsman i Ljusdals distrikt, Gävleborgs län, 1894 och var stadsfiskal i Eskilstuna 1902–1906. Från 1906 var han verksam som advokat i Stockholm.
Sundius var gift med Maria Gunilla Eugenia Johansson (1871–1924), omgift med Erik Sandberg. Han var från 1916 gift med Maria Anell (1889–1952). Bland barnen märks en son i det senare äktenskapet: advokaten Sune Sundius (1917–1968).
Han är begravd på Norra begravningsplatsen i Stockholm.